# St.-Andreas-Kirche (Lwiw)

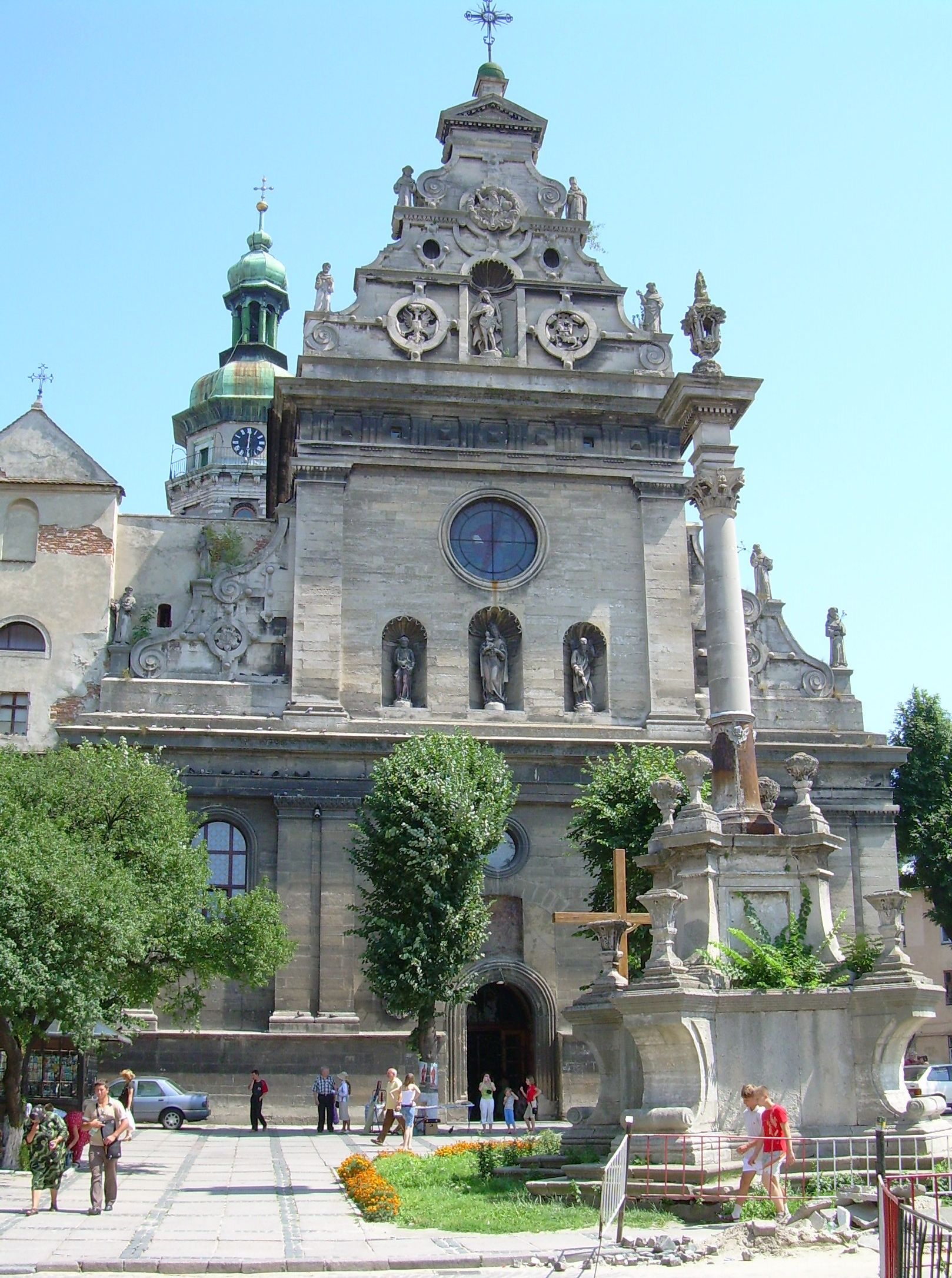
Fassade am Eingang

Die ukrainische griechisch-katholische St.-Andreas-Kirche (ukrainisch Андріївська церква), vormals Bernhardinenkirche, befindet sich am Soborna-Platz in Lwiw. Sie ist Teil des Historischen Zentrums von Lwiw. Sie entstand in der Spätrenaissance. Kirchenpatron ist der Apostel Andreas. Heute nutzt sie der Orden der Basilianer des hl. Josaphat.

## Geschichte

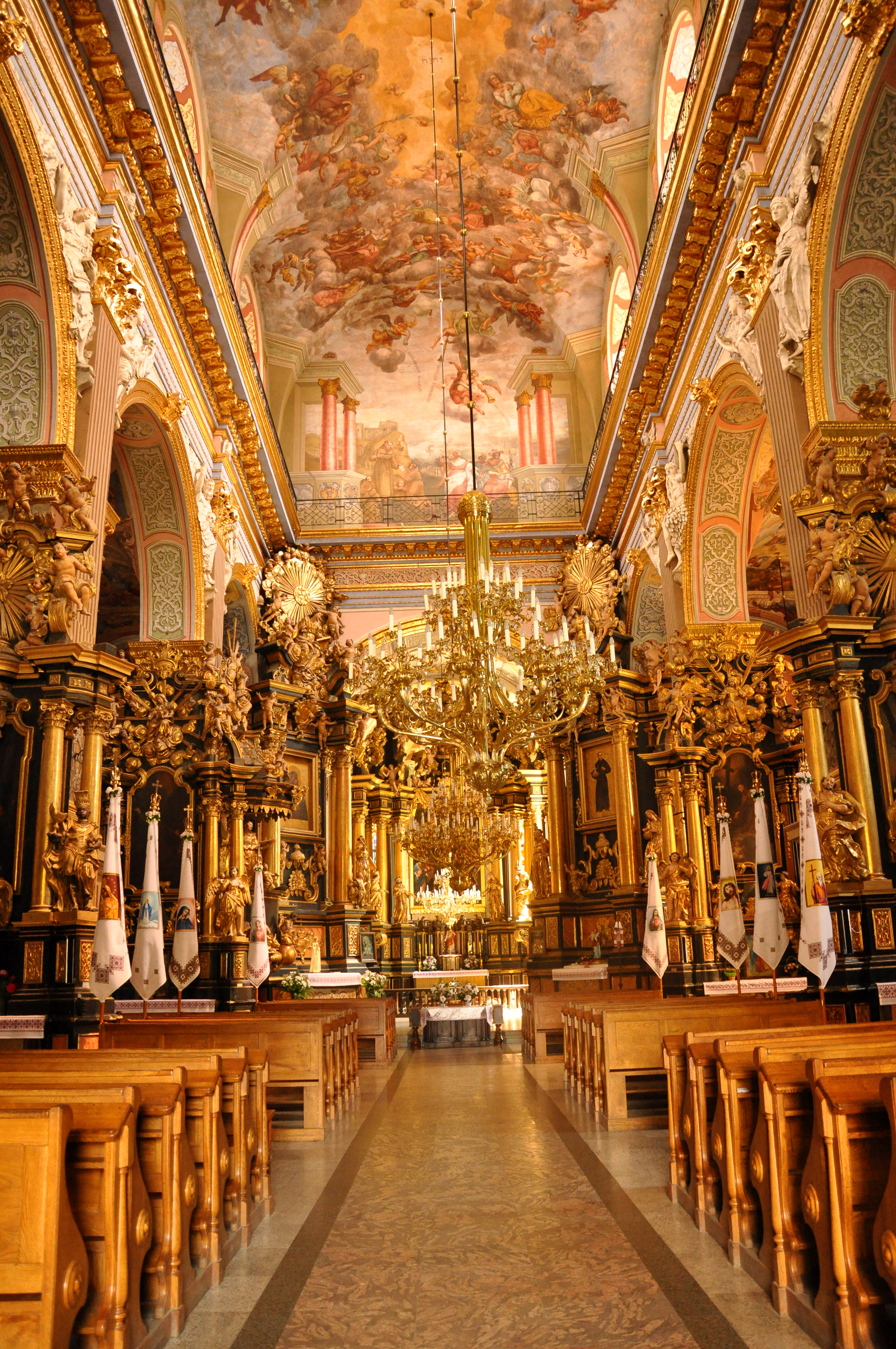
Kirchenschiff

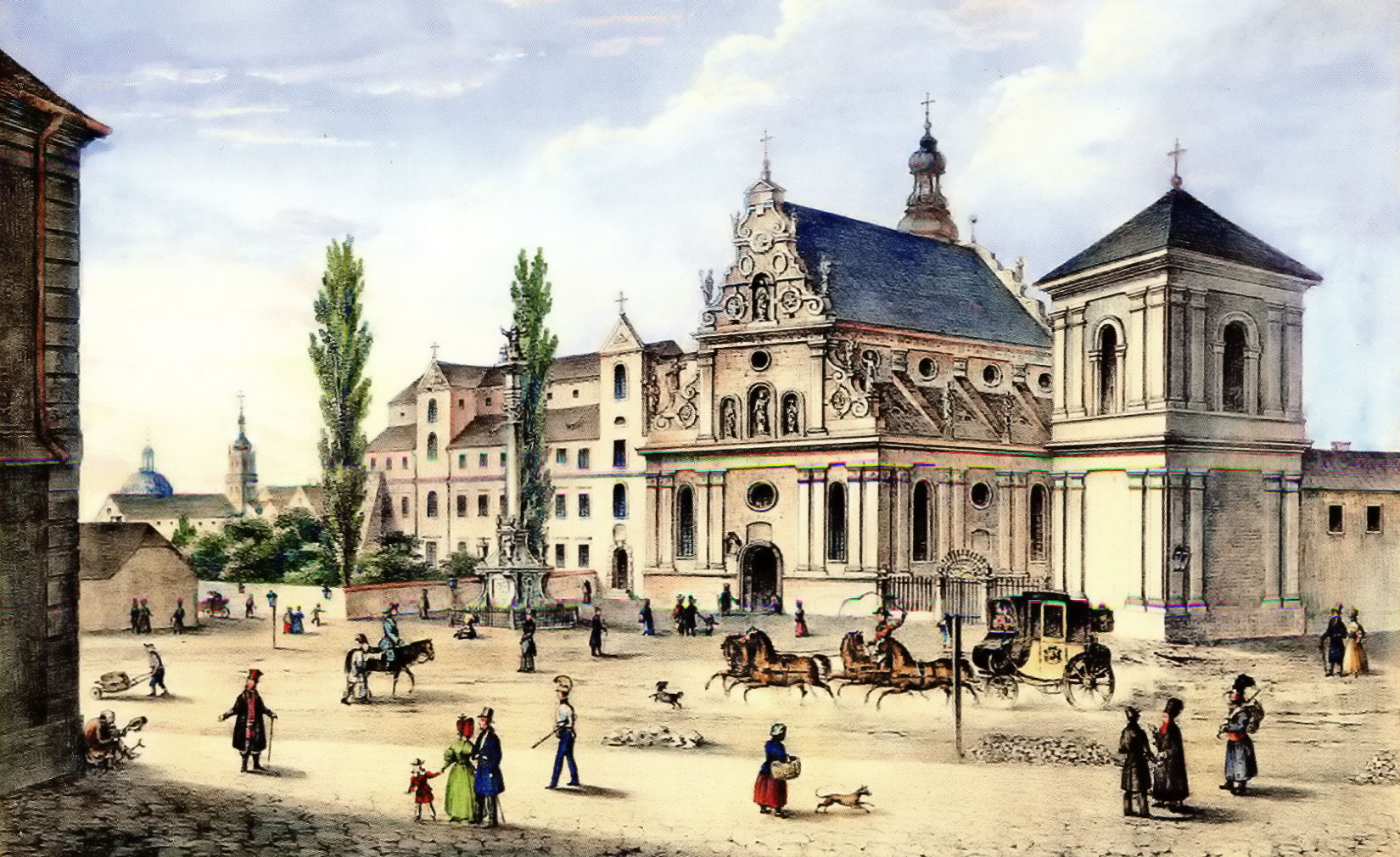
Der Gebäudekomplex im 19. Jh.

Dem heutigen Kirchengebäude ging ein Vorgängerbau von 1460 aus Holz voraus. Der Stifter stammte aus dem Haus Odrowąż. Auf seine Einladung gründete der Franziskanische Orden der Bernhardiner ein Kloster. 1509 wurde das Kloster von Bogdan III. geplündert. Zur Zeit der Ersten Teilung Polens im späteren 18. Jahrhundert lebten dort 61 Brüder.
Der Kirchenbau wurde zwischen 1600 und 1630 im Stil des niederländischen und italienischen Manierismus errichtet. Beteiligte Architekten waren Bernard Avelides, Pavlo Rymlianyn, Ambroziy Prykhylnyi und Andrzej Bemer († 1626).  Das Klostergebäude wurde bereits 1611 fertiggestellt. 1613 wurden die Schiffe gewölbt und 1614 ausgemalt. 1615 war die Kryptan vollendet.
Die Weihe des Neubaus fand erst 1620 statt. 1733 wurde der quadratische Glockenturm an den Klosterkomplex angebaut. Auf dem Platz davor wurde 1736 ein Denkmal für Johannes von Dukla aufgestellt. Unter der Herrschaft Josephs II. wurde ein Teil des Gebäudekomplexes zur Einrichtung eines Archivs umgenutzt (heute Zentrales staatliches Historisches Archiv der Ukraine Lwiw). Die Kirche selbst wurde nach dem Zweiten Weltkrieg durch die Sowjets geschlossen. Heute wird die ehemals römisch-katholische Kirche durch die Ukrainische griechisch-katholische Kirche genutzt.

## Architektur und Innenausstattung
Die dreischiffige Hallenkirche mit langgezogenem Presbyterium ist mit einem flachen, durch Okuli und Stichkappen gegliederten Obergeschoss abgeschlossen. Der Baukörper besteht aus behauenem Stein. Die Fassade orientiert sich an der von Il Gesù in Rom. Sie spiegelt den basilikalen Querschnitt des Innenraums. Die beiden Fassadengeschosse werden durch toskanische Doppelpilaster gegliedert und von einem mit Beschlagwerk dekorierten Giebel gekrönt. Die Fassade zeichnet sich durch einen reichen Skulpturenschmuck aus. In den drei Rundbogennischen im Obergeschoss der Fassade stehen Skulpturen von Maria mit dem Jesusknaben, flankiert von den Aposteln Petrus und Andreas. Die Skulpturen in den folgenden Abschnitten sind eine Darstellung der Dreifaltigkeit mit Jesus als Schmerzensmann, bekrönt von einem Tondo mit Gott Vater und der Taube des Heiligen Geistes.
Der Turm an der Nordseite nach dem Entwurf von Andrzej Bemer ist achteckig und wird einer Kuppel mit aufgesetzter Laterne gekrönt.
Der Innenraum ist reich mit Nebenaltären mit gemalten Altarblättern, verkröpften Gesimsen, plastischem Wandschmuck, vergoldeten Stukkaturen und Skulpturen von Heiligen ausgestattet.
Die barocke Innenausstattung der Kirche entstand in der ersten Hälfte des 18. Jahrhunderts. Das illusionistische Deckengemälde zeigt in einer Scheinarchitektur den Hl. Bernhard von Siena in Gesellschaft von vier Ordensbrüdern und einen mit Heiligen, Engeln und Putten bevölkerten Wolkenhimmel mit Christus in der Glorie und einem Triumph des Heiligen.
Mehrere holzgeschnitzte Altäre und Fresken entstammen dieser Zeit.